# امامزاده هادی (شهریار)
آرامگاه امام‌زاده هادی در منطقه کرشته در شمال شهر شهریار واقع شده‌است. وی از نوادگان حسن مجتبی است. این امامزاده از بناها و اماکن قدیمی و مشهور در این منطقه می‌باشد. این بقعه متبرکه هم‌اکنون  در حال گسترش وبازسازی می‌باشد. ظریح مطهر با کاور مخصوصی پوشانده شده به طوری که از خیابان‌های کنار محوطه نیز قابل مشاهده است.<نref>شهریاری‌ها - بقعه امامزاده هادی</ref>

## بنا و قدمت
امامزاده هادی به صورت بقعه قدیمی در یک بنای ۴۰۰ مترمربع قرار داد که کل مساحت آن در حال حاضر حدود ۱۰۰۰ متر مربع می‌باشد. گنبدی از جنس مخلوط خشت خام، ملاط گل و آهک بر فراز بقعه ساخته شده‌است. نمای داخلی آن نیز گچ‌کاری و نقاشی شده و یک ضریح فلزی که در گذشته چوبی بوده، اکنون بر روی مرقد قرار دارد. بر اساس قراین و شواهد، معماری اصلی آن در دوره قاجار و شبستان‌ها و ایوان پیرامون آن در دوران پهلوی اول و ایوان ورودی و زیرزمین آن نیز در سال‌های بعد از انقلاب اسلامی ساخته شده‌است.

## نسب و زندگانی
در کتاب تهذیب الانساب از این امامزاده با عنوان:
«هادی بن احمد بن ابوالحسن بن محمد الرازی بن حمزه بن احمد ابن عبیدالله بن محمد الشریف بن عبدالرحمن الشجری ابن ابومحمد قاسم بن ابو محمد حسن بن زیدابن امام حسن مجتبی (ع)» نامبرده شده‌است. جد وی ابوالحسن محمد الرازی ملقب به شهد افق در ری ساکن بوده‌است و اولاد وی در ری و قزوین می‌زیستند و از نوادگان وی هم در رودسر و آمل و… یاد شده‌است و به احتمال زیاد این امامزاده نیز در ری ساکن بوده و در هنگام حضور در روستای کرشته که از مناطق کهن شهریار و جزء ملک ری به شمار می‌آمد فوت نموده و به خاک سپرده شده‌است.

## فرهنگسرای امامزاده هادی
واحد کانون فرهنگی این امامزاده علاوه بر کاربرد زیارتی و مذهبی. از فضای آن جهت برگزاری کلاس‌های گوناگون آموزشی برای تمامی گروه‌های سنی استفاده می‌کند و یکی از مراکز تجمع اهالی منطقه برای برگزاری مراسم مذهبی، اعیاد و جشن‌ها و سوگواری‌ها می‌باشد.
در اوایل دهه ۹۰ شمسی، فرمانداری شهریار تصمیم گرفت تا با خرید ساختمان‌های اطراف امامزاده و توسعه فضای پیرامون آن، یک فرهنگسرا احداث نماید که این پروژه توسط شهرداری شهریار در حال ساخت و تکمیل می‌باشد.

## نشانی
- شهریار - کرشته - خیابان مصطفی خمینی - روبروی مسجد ولی عصر - ابتدای خیابان وحدت اسلامی

آستان امامزاده هادی (تلفن: ۶۵۲۶۶۷۴۷ - ۶۵۲۵۷۵۴۷-۰۲۱)